# Würzburška rezidenca
Würzburška rezidenca (nemško Würzburger Residenz) je palača v Würzburgu v Nemčiji. Pri gradnji sta sodelovala Johann Lukas von Hildebrandt in Maximilian von Welsch, predstavnika avstrijskega/južnonemškega baročnega sloga, pa tudi Robert de Cotte in Germain Boffrand, ki sta bila privrženca francoskega sloga. Balthasar Neumann, dvorni arhitekt würzburškega škofa, je bil glavni arhitekt rezidence, ki sta jo leta 1720 naročila knezoškof Würzburga Johann Philipp Franz von Schönborn in njegov brat Friedrich Carl von Schönborn, dokončana pa je bila leta 1744. Beneški slikar Giovanni Battista Tiepolo je s pomočjo sina Domenica poslikal freske v stavbi.
Notranjost, ki velja za mojstrovine baročne/rokokojske ali neoklasicistične arhitekture in umetnosti, vključuje veliko stopnišče, kapelo in cesarsko dvorano. Stavbo naj bi Napoleon poimenoval »največje župnišče v Evropi«.:52 Med drugo svetovno vojno je bila močno poškodovana zaradi zavezniškega bombardiranja, obnova pa je potekala od leta 1945. Od leta 1981 je rezidenca na Unescovem seznamu svetovne dediščine kot priznanje za izjemno baročno umetnost, oblikovanje in arhitekturo.

## Zgodovina

### 18. stoletje
Würzburški knezoškofje so do začetka 18. stoletja prebivali v trdnjavi Marienberg na hribu zahodno od reke Majne. Johann Philipp Franz von Schönborn (1719–24) je dvor preselil v palačo, postavljeno v letih 1701–4, predhodnico rezidence. Vendar pa dokaj majhna palača po njegovem mnenju ni ustrezala njegovemu položaju absolutnega monarha – iskal je nekaj, kar bi bilo primerljivo z Versajsko ali Schönbrunnsko palačo.  V letu svojega pristopa je v sodnem postopku dobil 600.000 florinov (takrat bogastvo), je sredstva uporabil za izvedbo gradbenega projekta, ki bi vsem razglasil njegov politični položaj.
Pri tem sta ga vneto podpirala dva sorodnika, njegov stric nadškof Mainza in volilni knez Lothar Franz von Schönborn (ki je priznal, da ga je obsedel Bauwurm, gradbeni hrošč) in njegov brat Friedrich Carl von Schönborn , od 1704 do 1734 cesarski podkancler na Dunaju.  Oba sta dajala ideje in, kar je ključno, umetnike iz svojih krogov. Friedrich Carl je srečal Hildebrandta na Dunaju med gradnjo Belvedera.  Temeljni kamen je bil položen 22. maja 1720. Gradnja se je začela s severnim blokom.
Vendar pa naslednik Johanna Phillipa Franza, knezoškof Kristof Franz von Hutten (1724–9) ni imel velikega interesa za gradnjo tako ogromne palače. Želel je le, da se konča severni blok. Ta gradnja je bila zaključena v letu njegove smrti. Vsa druga dela so prenehala.
Leta 1730 pa so se pod knezoškofom Friedrichom Carlom von Schönbornom (1729–46) ponovno začela dela na južnem bloku. V letih 1732–33 je bila dokončana sprednja stran Cour d'honneur. Od leta 1735 dalje so dela na osrednji stavbi potekala ob sodelovanju Lucasa von Hildebrandta. Leta 1737 je bilo zgrajeno glavno stopnišče Balthasarja Neumanna. Vrtno pročelje je bilo dokončano leta 1740, celotna lupina pa decembra 1744. Neumann je bil večinoma odgovoren za mestno pročelje rezidence, medtem ko je na vrtni strani prevladovalo Hildebrandtovo delo. Štiri notranja dvorišča stranskih kril so bila ideja von Welscha.
Dokončanje obokanih stropov nad cesarjevo in belo dvorano je potekalo leta 1742; obok nad stopniščem leta 1743. Istočasno je bila izvedena dekoracija dvorne kapele in njena posvetitev. Od leta 1740 do 1745 sta južna Kaiserzimmer (cesarsko sobo) in kabinet z ogledali (Spiegelkabinett) okraševala okrasni rezbar Ferdinand Hundt, Johann Wolfgang van der Auvera, Antonio Giuseppe Bossi in Johann Rudolf Byss. Bossi je ustvaril tudi štukature v Beli dvorani v letih 1744–45.
Pod vladavino knezoškofa Anselma Franza von Ingelheima (1746–49) so se vsa gradbena dela na rezidenci ponovno ustavila. Po njegovi smrti, ko je knezoškof postal Karl Philipp von Greifenclau zu Vollraths (1749–54), je ukazal nadaljevanje gradnje. Istega leta je Antonio Bossi dokončal štukaturo v Vrtni dvorani, katere poslikava je bila končana naslednje leto. Leta 1750 je Lorenz Jakob Mehling, trgovec v Benetkah, poslal Giovannija Battisto Tiepola v škofovsko rezidenco, potem ko je slikar Giuseppe Visconti propadel. Giovanni Battista Tiepolo je s pomočjo svojih sinov v zgodnjih 1750-ih okrasil cesarsko dvorano in strop nad stopniščem s freskami. Leta 1753 je umrl Balthasar Neumann.
Pod knezoškofom Adamom Friedrichom von Seinsheimom (1755–79) sta Materno in Ludovico Bossi med letoma 1769 in 1772 ustvarila štukaturno dekoracijo nad stopniščem ter v prvi in drugi sobi za goste severne Kaiserzimmer (cesarski apartmaji). Istočasno sta bili dokončani Zeleno lakirana soba in neoklasicistična Fürstensaal (Knežja dvorana). Od leta 1776 do 1781 so bile okrašene Ingelheimer Räume (Ingelheimove sobe), vključno s štukaturo.
Skupni stroški gradnje so znašali več kot 1,5 milijona guldnov, v času, ko je dnevni delavec lahko pričakoval tedensko plačo enega guldna.

### 19. In zgodnje 20. stoletje
Škofijska kneževina Würzburg je bila s sekularizacijo ukinjena leta 1802/03. Sledilo je osemletno medvladje velikega vojvode Ferdinanda Toskanskega (vladal 1806–1814), med katerim je dal urediti več prostorov južnega bloka, tako imenovanih Toskanaräume (toskanskih sob), v slogu empir. V rezidenci je prespal cesar Napoleon Bonaparte, ko se je med letoma 1806 in 1813 trikrat ustavil v Würzburgu. 2. oktobra 1806 je tu podpisal vojno napoved Prusiji. V spalnici so bile nameščene neoklasicistična zakonska postelja in nočne omarice. soba severnih cesarskih stanovanj zanj in njegovo ženo Marijo Luizo leta 1812.
Leta 1814 je Würzburg postal del Kraljevine Bavarske. Vrata iz kovanega železa čez Cour d'honneur, ki so dejansko ločevala to notranje območje od velikega rezidenčnega trga, so bila porušena leta 1821. Na njihovem mestu je danes Frankoniabrunnen (Frankovski vodnjak), ki ga je ustvaril Ferdinand von Miller mlajši. Ta je bil odkrit leta 1894 kot poklon mesta Würzburg in celotne Frankovske princu regentu Luitpoldu, ki se je rodil leta 1821 v Würzburški rezidenci.
Kraljica Viktorija in princ Albert sta avgusta 1845 ostala v rezidenci na poti v Schloss Rosenau v Coburgu. Leta 1921 je bila rezidenca odprta za javnost.

### Uničenje v drugi svetovni vojni
Zaradi uničujočega letalskega napada 16. marca 1945 je rezidenca skoraj v celoti pogorela, pekel pa je preživela le osrednja stavba z vežo, vrtno dvorano, stopniščem, belo dvorano in cesarsko dvorano, katere strehe so bile uničene. S podstrešja je ogenj zajel lesene stropove in tla, ognjeni zublji pa so požrli vso opremo in stenske obloge, ki niso bile uskladiščene drugje. Velik del pohištva in veliki deli stenskih oblog iz prostorov iz obdobja so bili pravočasno odstranjeni in tako ušli uničenju. Neumannovi kamniti oboki so kljubovali zrušenju gorečega podstrešja. Ker pa so strehe izginile, je v naslednjem obdobju zaradi vlage nastala še dodatna škoda. V dvorni kapeli je na primer večina Byssovih stropnih fresk kljub nedotaknjenemu oboku podlegla poznejšim posledicam požara in jih je bilo treba mukotrpno rekonstruirati.[5]

### Vpis na Unescov seznam svetovne dediščine
Rezidenca Würzburg s svojimi dvornimi vrtovi in rezidenčnim trgom je bila leta 1981 vpisana na Unescov seznam svetovne dediščine. V skladu z oceno svetovalnega organa je bila vključitev na seznam »ukrep ... tako očitno zaželen, da je predlog Zvezne republike Nemčije ne zahteva dolge utemeljitve ... Rezidenca je hkrati najbolj homogena in najbolj nenavadna med baročnimi palačami ... Predstavlja edinstveno umetniško realizacijo zaradi ambicioznega programa, izvirnosti ustvarjalnega duha in mednarodnega značaj svoje delavnice.«

## Opis

### Arhitekturni načrt
- Prerez
- Pritličje
- Glavno nadstropje

### Zunanjost
Rezidenca je bila zgrajena na temeljni plošči velikosti 92 × 167 metrov. Glavno strukturo sestavljajo osrednje krilo z dvema stranskima kriloma, severni in južni blok, vsak z dvema notranjima dvoriščema. Na mestni strani se stranska krila raztezajo 55 m od glavne stavbe in delno zapirajo Cour d'honneur. Pod mansardno streho je venec, okrašen z vazami in trofejami. Posebno bogato okrašena je fasada okoli glavnega portala v Cour d'honneur. Nima spodnjega vmesnega nadstropja, ima pa velik balkon nad tremi portali, dostopnimi iz Weisser Saal (Bela dvorana). Nad vhodom je velik grb Friedricha Carla von Schönborna. Hofkirche (dvorna kapela) je popolnoma integrirana v zahodni del južnega trakta in se komaj razlikuje od zunaj.
Prvotno je bil Cour d'honneur omejen z ograjenim prostorom iz kovanega železa. Ta mojstrovina železarstva Joh. Georga Oegga je bil leta 1821 porušen in prodan na dražbi, ker jih član družine bavarskega kralja ni maral.
Trg pred Rezidenco danes meri približno 200 krat 100 metrov in se večinoma uporablja za parkiranje.  Na trgu je vodnjak Frankoniabrunnen iz leta 1894.

### Notranjost
Rezidenca ima štiri nadstropja, pritličje z visokim stropom in zgornje nadstropje z medetažo nad vsakim. Ti so služili za poživitev fasade in nudili prostor za prostore za služabnike, kuhinje in upravne pisarne.
Rezidenca ima skoraj 400 sob.

#### Stopnišče
V baročnem slogu je stopnišče pridobilo pomen kot del formalne sprejemnice. Stopnišče Würzburške rezidence se razteza skozi njen obok, površine 18 × 32 metrov, brez stebrov. Pod nepodprtim koritastim obokom je mojstrovina gradnje z največjo višino 23 metrov.
Najnižji del stopnice vodi stran od sprejemne avle, proti prazni steni in se nato razdeli na dve rami, ki se podvojita nazaj. Tako je gostitelj na zgornjem podestu najprej opazil svoje obiskovalce, ki so se sprva oddaljili od njega. Ko so se gostje obrnili in približali, se jim je ogromna stropna freska vse bolj razkrivala.
Ta freska, največja na svetu, ki jo je med letoma 1750 in 1753 ustvaril beneški slikar Giovanni Battista Tiepolo, prikazuje slike štirih celin: Evrope, Amerike, Azije in Afrike. Vsak kontinent predstavlja značilna pokrajina in živali (ali slikarjeva vizija teh živali) ter ženska alegorična figura. Evropa drži žezlo, simbolizira jo bik in ima dečka, ki se igra s topom. Amerika ima domorodce s perjem, ki izvajajo kanibalizem zapornikov in krokodila. Azija ima tigra in slona, v ozadju so vidni križi na Golgoti. Afričani imajo kamelo in karavano magov s turbani. Tiepolu sta pri delu pomagala njegov sin Giandomenico in štukater Antonio Bossi. Tu je tudi slika knezoškofa z Merkurjem, ki se približuje z Olimpa, medtem ko Apolon izstreli sončne konje, obdane z inkarnacijami zvezd. Freska prikazuje tudi samega Tiepola (v jugozahodnem kotu) in Neumanna v središču južne sprednje strani, ki se naslanja na top.
V pripravah na upodobitev velike freske je Tiepolo skiciral pomanjšano različico dela; ta skica je na ogled v Metropolitanskem muzeju umetnosti.
Dvorni arhitekt Balthasar Neumann se je moral boriti proti zaskrbljenosti glede nevarnosti tako ogromnega oboka. V nasprotju z obokom s svojimi barvami stopnice in stene nimajo skoraj nobenega okrasja. Medtem ko je obok okrašen v baročnem slogu, je preostalo stopnišče že okrašeno v naslednjem neoklasicističnem slogu.
Neumann je prvotno želel dodati drugo stopnišče na drugi strani Bele dvorane, vendar so knezoškofovi svetovalci to zavrnili zaradi stroškov.
Stopnišče je bilo upodobljeno na hrbtni strani končne različice bankovcev za 50 nemških mark, na katerih je bil Neumann spredaj.

#### Bela dvorana
Weisser Saal ali Bela dvorana v rokokojskem slogu je bila dvorana za občinstvo in v njej prevladujejo štukaturni okraski Antonia Bossija.  Bela štukatura na svetlo sivem ozadju je sestavljena iz velike količine rocailles, pomešanih s podobami. stvarnih predmetov, predvsem vojaških namenov.
Pomanjkanje zlata in barve omogoča, da se oko spočije med sijajem stopnišča in Kaisersaal za njim. Za osvetlitev sobe je bilo uporabljenih pet kristalnih lestencev.

#### Cesarska dvorana aliKaisersaal
Ta dvorana se odpira proti vzhodu od Bele dvorane in je v središču sprednje strani vrta. Uporabljali so jo za sprejemanje gostujočih dostojanstvenikov, vključno z bodočimi cesarji na njihovem potovanju v Frankfurt in na povratku na Dunaj. Ustvarjena je bila v letih 1749–51 z ogromnimi stroški.
Stene cesarske dvorane so sestavljene iz štukaturnega marmorja v rdečih, belih in rumenih odtenkih. Kupola je pobarvana v beli barvi, okrašena z zlato štukaturo in tudi Tiepolovimi freskami, ki prikazujejo idealizirano zgodovino škofije Würzburg. Ena slika, Die Trauung Kaiser Barbarossas und der Beatrix von Burgund durch den Würzburger Fürstbischof 1156 prikazuje poroko cesarja Friderika I. Barbarosse in grofice Beatrix Burgundske, ki jo je posvetil Gerold, würzburški škof. Nasprotna slika prikazuje Friderika II., ki würzburškega škofa imenuje za frankovskega vojvodo. Na vrhu kupole slika prikazuje Brautfahrt: Apolon v sončni kočiji vodi nevesto Beatrix, obkroženo z Venero, Cerero in Bakhom, proti cesarju Frideriku II., ki ga spremlja würzburški škof.
Giovannijev sin Domenico je ustvaril supraportes: cesar Justinijan I. objavi Corpus juris civilis, cesar Konstantin I. Veliki odredi usmrtitev Gala, Ambrož Milanski prepove dostop do cerkve cesarju Teodoziju I., Bossijeve figure prikazujejo Pozejdona in Junono ter Floro in Apolona.

#### Južna in Severna cesarska stanovanja aliKaiserzimmer
Ko se med temi dvoranami odprejo vsa vrata, se ustvari enfilada, ki se razteza vzdolž sprednje strani vrta in se razteza skupaj 150 metrov. Ti prostori so služili kot sprejemne dvorane in kot nastanitev za pomembne goste.
Vpliv obeh stanovanj ustvarja zaporedje prostorov z naraščajočo stopnjo dekoracije. Najbolj okrašena soba v južnem stanovanju je Spiegelsaal ali kabinet ogledal. Njegove stene so v celoti sestavljene iz steklenih plošč, okrašenih na zadnji strani s slikami ali risbami, vgraviranimi v zlato podlago in nato prekritimi s temno sijajno barvo. Vse slike in risbe prikazujejo orientalske, zlasti kitajske prizore. Južni del vključuje tudi Toskanasaal. Vrhunec severnega stanovanja je zelena lakirana soba. Njene večplastne stenske obloge so sestavljene iz kovinsko zelene barve, okrašene s slikami in zlatimi okraski.

#### Dvorna kapela (Hofkirche)
Dvorna kapela je odličen primer sakralnega baročnega sloga v Nemčiji. V notranji zasnovi prevladujejo ukrivljene stene in trije intergradientni ovalni kupolasti oboki.
Razteza se navzgor skozi obe glavni etaži rezidence. Nosilni stebri so izdelani iz marmorja barve ahata. Stebri dveh stranskih oltarjev in šest kipov so izdelani iz belega marmorja, izklesanega v Genovi. Stranski oltarji temeljijo na načrtih Hildebrandta in jih je leta 1752 naslikal Tiepolo (Marijino vnebovzetje na jugu, Vojna v nebesih na severu). Glavni oltar je narejen iz štukature, ki jo je Antonio Bossi ustvaril tako, da je videti kot marmor. Nad oltarjem je matronej s kipom Brezmadežnega spočetja v sredini in oratorijema na obeh straneh. Bossi je bil odgovoren tudi za barvite štukature na stropu (1735) in s slikarjema Höglerjem in Thalhoferjem ustvaril freske v kupolah (1735–6): mučeništvo treh frankovskih apostolov Kiliana, Totnana in Kolonata (nad korom), Kronanje Device (v sredini) in Vojna v nebesih (nad orglami).

### Vrtovi
Rezidenca je bila zgrajena, ko je bil Würzburg še utrjeno mesto. Zato je bilo treba vrt načrtovati znotraj utrdb. Rešitev je vključevala dva bastijona utrjenega mestnega obzidja, ki sta s svojimi višinskimi razlikami ustvarila prav posebno pokrajino. Od zahoda proti vzhodu se teren dviguje, dokler ni dosežen nivo zidu. V bližini rezidence je Hofgarten (ali Dvorni vrtovi) zasnovan v zelo formalnem, baročnem slogu. Dlje stran se slog spremeni v angleški vrt z majhnimi gozdovi in travniki. Zasnove za prvi del so izdelali Johann Lukas von Hildebrandt, Neumann in François de Cuvilliés. Večinoma je nastala v letih 1759–70. Johann Peter Alexander Wagner je dodal putte, vaze, žare in dve monumentalni kiparski skupini, Ugrabitev Evrope in Ugrabitev Prozerpine, postavljeni v osrednji osi med Oranžerijo in južnim paviljonom rezidence. Figure so bile dodane v park pod knezoškofom Adamom Friedrichom von Seinsheimom, ki je dal podobno okrasiti park v Veitshöchheimu. Tri monumentalna vrata vodijo v dvorne vrtove, ki jih je naročil Friedrich Karl von Schönborn pri Joh. Georg Oegg.

## Danes
Zgoraj opisani vrtovi in reprezentativni prostori so odprti za javnost. Spominska soba je posvečena uničenju rezidence marca 1945. Počaščena je tudi majorja Johna Davisa Skiltona, »spomeniškega človeka« ameriške vojske, ki je bil ključnega pomena pri ohranjanju številnih umetniških zakladov po prihodu v Würzburg junija 1945.
Večino preostale rezidence zasedajo Muzej Martina von Wagnerja (sem preselil leta 1963) in organizacije Univerze v Würzburgu.
Nekateri prizori filma Trije mušketirji iz leta 2011 so bili posneti v Würzburški rezidenci.

## Galerija
- The orangery

## Druga literatura
- Bayerische Verwaltung der staatlichen Schlösser, Gärten und Seen (Ed.), Residenz und Hofgarten Würzburg, Amtlicher Führer.
- Helmberger, Werner/Mauß, Cordula, So wohnte der Großherzog – Die vergessenen Empiremöbel der Residenz Würzburg, 2014.
- Helmberger, Werner/Staschull, Matthias, Tiepolos Welt – Das Deckenfresko im Treppenhaus der Residenz Würzburg, 2006.
- Helmberger, Werner/Staschull, Matthias, Tiepolos Reich – Fresken und Raumschmuck im Kaisersaal der Residenz Würzburg, 2009.
- Friedrich, Verena, Rokoko in der Residenz Würzburg – Studien zu Ornament und Dekoration des Rokoko in der ehemaligen fürstbischöflichen Residenz zu Würzburg, Reihe Forschungen zur Kunst- und Kulturgeschichte, Vol. IX, 2004.